# パペーテ
座標: 南緯17度32分30.9秒 西経149度33分59.3秒 / 南緯17.541917度 西経149.566472度
パペーテ（Papeete、タヒチ語: Papeʻete）は、南太平洋ポリネシアにある、フランス領ポリネシアおよびタヒチ島の首都である。タヒチ島に位置する。

## 地理

### 気候
8月、9月は乾季となる一方、12月から1月は降水量が多くなる。ケッペンの気候区分では熱帯モンスーン気候（Am）に属する。
| パペーテの気候         | パペーテの気候 | パペーテの気候 | パペーテの気候 | パペーテの気候 | パペーテの気候 | パペーテの気候 | パペーテの気候 | パペーテの気候 | パペーテの気候 | パペーテの気候 | パペーテの気候 | パペーテの気候 | パペーテの気候   |
| 月                     | 1月            | 2月            | 3月            | 4月            | 5月            | 6月            | 7月            | 8月            | 9月            | 10月           | 11月           | 12月           | 年               |
| ---------------------- | -------------- | -------------- | -------------- | -------------- | -------------- | -------------- | -------------- | -------------- | -------------- | -------------- | -------------- | -------------- | ---------------- |
| 平均最高気温 °C （°F） | 30.3 (86.5)    | 30.5 (86.9)    | 30.8 (87.4)    | 30.6 (87.1)    | 29.9 (85.8)    | 28.9 (84)      | 28.3 (82.9)    | 28.2 (82.8)    | 28.6 (83.5)    | 29.1 (84.4)    | 29.5 (85.1)    | 29.8 (85.6)    | 29.5 (85.1)      |
| 平均最低気温 °C （°F） | 23.4 (74.1)    | 23.5 (74.3)    | 23.5 (74.3)    | 23.3 (73.9)    | 22.5 (72.5)    | 21.2 (70.2)    | 20.8 (69.4)    | 20.5 (68.9)    | 21.0 (69.8)    | 21.9 (71.4)    | 22.6 (72.7)    | 23.1 (73.6)    | 22.3 (72.1)      |
| 雨量 mm （inch）       | 315.2 (12.409) | 233.0 (9.173)  | 195.3 (7.689)  | 140.8 (5.543)  | 92.0 (3.622)   | 60.2 (2.37)    | 60.5 (2.382)   | 48.0 (1.89)    | 46.3 (1.823)   | 90.8 (3.575)   | 162.1 (6.382)  | 317.0 (12.48)  | 1,761.2 (69.339) |
| 平均月間日照時間       | 215.5          | 199.2          | 226.0          | 230.3          | 228.6          | 220.0          | 235.2          | 251.1          | 241.6          | 232.1          | 208.7          | 196.6          | 2,684.9          |
| 出典：NOAA             |                |                |                |                |                |                |                |                |                |                |                |                |                  |

## 歴史
パペーテは1818年イギリス人宣教師ウィリアム・クックにより築かれた。女王ポマレ4世はパペーテに裁判所を移し、1820年ポマレ5世はパペーテを首都とした。そして、町は主要な地方の船積みおよび交通機関の中心となって発展して行った。
1842年フランスはポマレ5世に対しタヒチ島をフランスの保護領となる条約に署名を要求した。ポマレ5世はそれに応じ、そしてパペーテはフランス領タヒチの首都として確認された。第一次世界大戦の初頭1914年、ドイツ海軍によりパペーテ砲撃が行われた。現在、パペーテの町は官庁、病院、銀行、航空会社および旅行会社、免税店や黒真珠の店などが立ち並び観光客で賑わう。
1962年には、パペーテの玄関口であるファアア国際空港が完成した。1991年、首都パペーテでデモ隊と憲兵隊の衝突が起こる。1995年9月、核実験に反発した仏領ポリネシアの住民達は数万人に達するという大規模なデモ隊を組織。タヒチ島の国際空港や免税店、首都パペーテにある警察本部を襲い、投石や略奪、放火といったこれまでにない激しい暴動を行った。
2004年6月、フランス領土となって以来初めて先住民族として行政長官に就任したオスカー・テマルは、フランスからの独立を主張し、観光業を軸にフランス依存の経済体制から脱却することを提唱した。2006年6月26日、第2回フランス・オセアニア首脳会議の際、フランスのシラク大統領は、大多数のタヒチ島民が独立を望むとは思っていないと語っている。

## 対外関係

### 姉妹都市･提携都市
- ヌメア（フランス共和国 ニューカレドニア 南部州）- 2019年

## 出身関連著名人
- ポール・ゴーギャン（画家）